# Alphonsus Vorenkamp
Alphonsus Petrus Antonius Vorenkamp (Westerlee, 3 mei 1898 – Groningen, 18 augustus 1953) was een Nederlands kunsthistoricus en museumdirecteur.

## Levensloop
Heel jong begon hij mooie objecten te verzamelen.
Hij studeerde aan het gymnasium van Leeuwarden en studeerde rechten en kunstgeschiedenis aan de Universiteit Leiden. In 1926 trok hij naar de Verenigde Staten en doceerde er kunstgeschiedenis aan het Smith College in Northampton. Zijn belangstelling ging vooral naar de kunst in Noord-Europa, meer bepaald de Vlaamse en Hollandse meesters, evenals de grafische en decoratieve kunsten.
In 1933 keerde hij naar Nederland terug en behaalde er een doctoraat. Hij keerde daarop terug naar Smith College en werd er in 1939 tot gewoon hoogleraar bevorderd.
Begin 1940 reisde hij weer naar Nederland om er een studie te ondernemen over Rembrandt. Bij de invasie van het land door de Duitsers, had hij nog net de tijd om via Italië naar de Verenigde Staten terug te keren. Hij hielp er onder meer Desi Goudstikker, weduwe van de Joodse kunstdealer Jacques Goudstikker, om schilderijen uit de verzameling van haar man in bewaring te deponeren in Smith College, tot in 1946.
Vorenkamp ging in 1946 opnieuw doceren in Smith College, maar vertrok er het jaar daarop. Hij werd directeur van het Museum Boymans in Rotterdam. Hij organiseerde er verschillende tentoonstellingen, waaronder een gewijd aan de Franse tuinen, waarvoor hij een van de tuinen van het museum als een Franse tuin inrichtte. Vanaf 1949 werd hij nog directeur van het Oudheidkundig Museum van Groningen, zijn geboortestad.
Hij werd inspecteur voor de kunstbescherming, vicevoorzitter van de Raad voor de Kunsten en lid van de Commissie van provinciale prijzen.
Hij bleef doceren aan verschillende buitenlandse universiteiten. In 1953 doceerde hij in Puerto Rico. Toen hij in Nederland terugkwam, overleed hij onverwacht. 

## Monuments Man
In 1942-1943 diende Vorenkamp in het Amerikaanse leger. In 1945 werd hij door de Nederlandse regering aangeduid voor de inspanningen van recuperatie van kunstwerken. Met de graad van luitenant-kolonel in het Nederlandse leger, werd hij gedetacheerd naar het Algemeen Commissariaat voor de Nederlandse economische belangen in Duitsland en behoorde hij tot de Monuments Men.
Hij zette zich aan het redigeren van uitgebreide lijsten van de uit Nederland door de nazi's geroofde kunstobjecten. Met deze lijsten als werkinstrument opereerde hij vanuit de centrale verzamelplaats in München en was hij er de voornaamste Nederlandse verbindingsofficier.
Vorenkamp was mede-organisator en auteur van de catalogus van de in december 1946 gehouden grote tentoonstelling Paintings looted from Holland, returned through the efforts of the United States Forces, die een symbolische blijk van dankbaarheid was vanwege Nederland. De tentoonstelling, met achtenveertig onschatbare Hollandse schilderwerken, opende eerst in de National Gallery of Art in Washington, D.C. Na het grote succes reisde de tentoonstelling naar veertien andere Amerikaanse musea, waar leden van de museumstaf zelf lid waren geweest van de Monuments Men.

## Publicaties
- Bijdrage tot de geschiedenis van het Hollandsch stilleven in de zeventiende eeuw, Leiden, Hollandsche Uitgeversmij, 1933.
- Paintings Looted from Holland, Returned through the Efforts of the United States Forces,New York, Plantin Press, 1946.
- De Franse tuin van Middeleeuwen tot op onze dagen, Rotterdam, Museum Boymans, 1948.